# The Librarian: The Curse of the Judas Chalice
The Librarian: The Curse of the Judas Chalice er en amerikansk film fra 2008 og den blev instrueret af Jonathan Frakes.

## Medvirkende
- Noah Wyle som Flynn Carsen
- Bruce Davison som Professor Lazlo
- Stana Katic som Simone Renoir
- Bob Newhart som Judson
- Jane Curtin som Charlene
- Dikran Tulaine som Sergei Kubichek
- Jason Douglas som Ivan
- Beth Burvant som Katie
- Joe Knezevich som Mason
- David Born som Auctioneer